# Energia nucleare in Ungheria
Nel 2017 l'energia nucleare in Ungheria ha generato il 50% dell'energia elettrica prodotta in totale nel Paese, e circa il 36% del fabbisogno.
A maggio 2018, è presente in questa nazione 1 centrale elettronucleare in funzione che dispone di 4 reattori operativi, che lavorano come centrale per il carico base della nazione.
Non vi sono centrali elettronucleari chiuse.

## Storia
I primi sviluppi dell'energia nucleare nel paese sono nel 1956, con l'inizio della costruzione di un reattore di ricerca (completato poi nel 1959). Nel corso degli anni sessanta vennero poi firmati vari trattati per la costruzione di una centrale nucleare nel paese, per cui viene scelto il sito di Paks, a 100 km a sud di Budapest. Il progetto prevedeva la costruzione, in due fasi, di un totale di 4 reattori VVER440, entrati in funzione a metà degli anni ottanta. L'impianto è gestito dalla MVM Paksi Atomerőmű Zrt., una filiale della società elettrica di stato Magyar Villamos Művek. Nel corso degli anni le unità hanno avuto notevoli potenziamenti, passando dagli originari 410 MW agli attuali 500, nel corso degli ultimi anni sono stati sostituiti ed ammodernati molti dei sistemi di sicurezza e di generazione elettrica della centrale.
La vita operativa dell'impianto è di 30 anni, si prevede quindi una dismissione dell'impianto fra il 2012 ed il 2017. Nel 2000 (ed aggiornato nel 2005 è stato compiuto uno studio di fattibilità per una estensione della vita operativa di circa 20 anni, il quale non ha trovato problemi per un funzionamento dei reattori fino a 50 anni; questo studio è stato approvato dal parlamento ungherese. L'autorità per la sicurezza nucleare ungherese Magyar Atomenergia Hivatal ha poi approvato il programma di estensione della vita operativa, e la prima licenza era rilasciata alla metà del 2012

## Programma nucleare futuro
Negli anni ottanta il governo ungherese pianificò la costruzione di due reattori VVER1000 presso l'impianto di Paks, come unità 5 e 6. Le opere preliminari furono completate nel 1989, quando il progetto fu cancellato a causa della diminuzione della domanda elettrica nazionale. Il progetto di ampliamento fu riproposto alla fine degli anni novanta con la costruzione di due unità da 600-700 MW, i reattori ipotizzati erano AP600, CANDU o VVER640. Il progetto fu cancellato perché non corrispondeva ai programmi politici e la valutazione preliminare di impatto ambientale non era stata completata.
La richiesta futura di elettricità richiederà la costruzione di circa 6000 MW di potenza elettrica suppletiva per il 2030, ed è di nuovo in considerazione la costruzione di un impianto nucleare, composto dalle unità 5 e 6 dell'impianto di Paks, da circa 1200 MW ognuno. Nel marzo 2009 il parlamento ungherese ha dato un'approvazione preliminare per lo studio, con l'emissione di un bando di gara previsto allora per il 2011 ed una decisione definitiva per il 2012. Sono presi in considerazione quattro tipologie di reattori: l'EPR, l'Atmea, l'AP1000 ed il VVER1200; la prima unità è prevista per essere in funzione dopo il 2026 e la seconda dopo il 2028.

## Ciclo del combustibile
Tutto il combustibile usato è fornito dalla società russa TVEL.

## Reattori di ricerca
Nell'istituto di ricerca sull'Energia nucleare opera un reattore da 10 MWt, che ha iniziato il suo funzionamento nel 1959 ed è stato ricostruito nel 1991; nel 2009 è stato modificato per funzionare ad uranio leggermente arricchito. Presso la Technical University of Budapest è in funzione un reattore da 100 kW.

## Gestione dei rifiuti e depositi geologici
Al momento non è stata presa nessuna decisione definitiva sul trattamento del combustibile esausto, se trattarlo tramite riprocessamento o condizionarlo senza alcun trattamento, e poi collocarlo in un sito geologico. Alcuni elementi di combustibile sono stati spediti in Russia per il riprocessamento, senza il reimpatrio dei materiali derivanti dal trattamento. Il combustibile esausto prodotto dall'impianto di Paks è mantenuto nell'impianto per un periodo di 5 anni, quindi trasferito in un sito a secco nel complesso della centrale. Sono in corso la costruzione del deposito per i rifiuti di alto livello nei pressi di Bátaapáti, nel sud-ovest del paese.
Dal 1998 è presente un prelievo sulla produzione di energia da fonte nucleare per la creazione di un fondo per la gestione dei rifiuti radiologici ed il decommissioning dell'impianto. La società responsabile di tutto il processo di smaltimento è la Radioaktív Hulladékokat Kezelő (RHK), una società controllata dal governo ungherese.
È presente un sito di smaltimento dei rifiuti a basso livello presso Püspökszilágy; il sito, diventato operativo nel 1977, è stato esaurito nel 2005. Sono in corso studi per trovare un nuovo sito per contenere i rifiuti radiologici, a metà 2005 una votazione popolare degli abitanti di Bátaapáti ha candidato la città come sito per il nuovo sito di stoccaggio, richiesta successivamente approvata dal parlamento ungherese. Nel 2008 sono stati rilasciati i fondi per la costruzione dell'impianto, che era completato nel corso del 2010 e permettere la raccolta dei primi rifiuti dal 2011

## Produzione di uranio
L'Ungheria è un piccolo produttore di uranio, con 2-3 t annuali, la sua produzione storica ammonta a 21.500 tU al 2006. Secondo il "Red Book" del 2007 non possiede risorse uranifere note.
Storicamente, la produzione di Uranio ungherese proveniva dal sito di Mecsek, nel sud del paese. Questa miniera ha chiuso nel corso del 1997. Nell'agosto 2008 la società australiana Wildhorse Energy a studiare la possibile riapertura della miniera e ha quindi acquisito i diritti per un futuro sfruttamento del sito. I primi studi di fattibilità riportano 11.600 t di risorse estraibili dal sito, e sono allo studio altre zone adiacenti alla miniera originaria.

## Centrali elettronucleari
Tutti i dati della tabella sono aggiornati a maggio 2018
| Reattori operativi |                    |           |                    |                         |                        |                        |
| Centrale | Potenza netta (MW) | Tipologia | Inizio costruzione | Allacciamento alla rete | Produzione commerciale | Dismissione (prevista) |
| Paks (Reattore 1) | 470                | VVER440   | 1º agosto 1974     | 28 dicembre 1982        | 10 agosto 1983         | 2032                   |
| Paks (Reattore 2) | 473                | VVER440   | 1º agosto 1974     | 6 settembre 1984        | 14 novembre 1984       | 2034                   |
| Paks (Reattore 3) | 473                | VVER440   | 1º ottobre 1979    | 28 settembre 1986       | 1º dicembre 1986       | 2036                   |
| Paks (Reattore 4) | 473                | VVER440   | 1º ottobre 1979    | 16 agosto 1987          | 1º novembre 1987       | 2037                   |
| Totale: 4 reattori per complessivi 1.889 MW |                    |           |                    |                         |                        |                        |
| Reattori in costruzione |                    |           |                    |                         |                        |                        |
| Totale: 0 reattori per complessivi 0 MW |                    |           |                    |                         |                        |                        |
| Reattori pianificati ed in fase di proposta |                    |           |                    |                         |                        |                        |
| Totale programmati: 2 reattori per complessivi 2.400 MW Totale proposti: 0 reattori per 0 MW                                                                        |                    |           |                    |                         |                        |                        |
| Reattori dismessi |                    |           |                    |                         |                        |                        |
| Nessuno |                    |           |                    |                         |                        |                        |
| NOTE: - La normativa in vigore prevede la possibilità di sostituzione e/o aumento del parco reattori al termine del ciclo vitale degli impianti ancora in funzione. |                    |           |                    |                         |                        |                        |